# Carajo (banda)
Carajo fue un power trio argentino fundado en el 2000 por Marcelo Corvalán, Andrés Vilanova y Hernán Langer. La banda se definió en una primera época como punk rock / nu metal, aunque posteriormente amplió su sonido hacia el groove metal. Durante su trayectoria grabaron 6 álbumes de estudio y un álbum en vivo.
El 18 de enero de 2020, a través de sus cuentas oficiales en redes, la banda anunció su disolución.

## Historia

### Primera etapa (2000-2001)
Luego de la desvinculación de A.N.I.M.A.L. de Marcelo Corvalán y de Andrés Vilanova, quienes decidieron salirse en diferentes momentos y por diferentes circunstancias, volvieron a reunirse a mediados de 2000. En noviembre de ese mismo año conformaron una nueva banda junto a Hernán Langer, amigo de Vilanova, aunque sin un proyecto fijo.
Con la banda ya consolidada, realizaron su primera presentación oficial el 25 de mayo de 2001 en el Whisky a GoGo de la ciudad de Buenos Aires, aunque antes habían hecho dos presentaciones sorpresa. A partir de ese momento comenzaron a tocar ininterrumpidamente por Buenos Aires y sus alrededores ofreciendo en sus shows un demo con tres de sus temas: «Salvaje», «Pura vida» y «La guerra y la paz».
En ese año también realizaron una gira por las provincias de Mendoza, Córdoba y Catamarca y también en el país vecino del Uruguay. Pasaron cuatro veces por los escenarios de Alternativa, y fueron teloneros de Attaque 77 en Cemento.
También participaron de la fiesta del programa de radio Tiempos Violentos (Rock & Pop).
Para fin de año, se llevó adelante la primera edición del «Club Carajo», una combinación de feria, música y actividades independientes, nuevamente en Cemento.

### CarajoyCarajografía(2002-2003)
Entre los meses de enero y marzo de 2002, grabaron en los estudios "Del Abasto al Pasto" y "Pichón Digital" su primer disco: Carajo, con un total de doce canciones, todas compuestas por el grupo. Con la producción artística y ejecutiva de Ale Vázquez para GuaGua Música, y distribuido por Universal Music Argentina, dicho disco debut fue lanzado al público el 1 de agosto de 2002.
La banda presentó oficialmente el álbum el 7 de septiembre en The Roxy de Buenos Aires y convocó a más de 1000 personas. El primer corte de difusión fue «Sacate la mierda», el cual llegó a permanecer número uno durante tres semanas en la FM Rock & Pop. El videoclip de este tema, con alusiones a la crisis de diciembre de 2001 en Argentina, fue colocado entre los primeros lugares durante dos meses en la cadena MTV Latinoamérica.
Durante el mismo año, Carajo se presentó en Neuquén donde tuvo que agregar una función debido a la demanda del público y tocaron nuevamente en Uruguay. En noviembre, viajaron a Colombia para participar del festival Rock al Parque. Carajo filmó su segundo videoclip de la canción «Salvaje» dirigido por Ale Vázquez y Carajo.

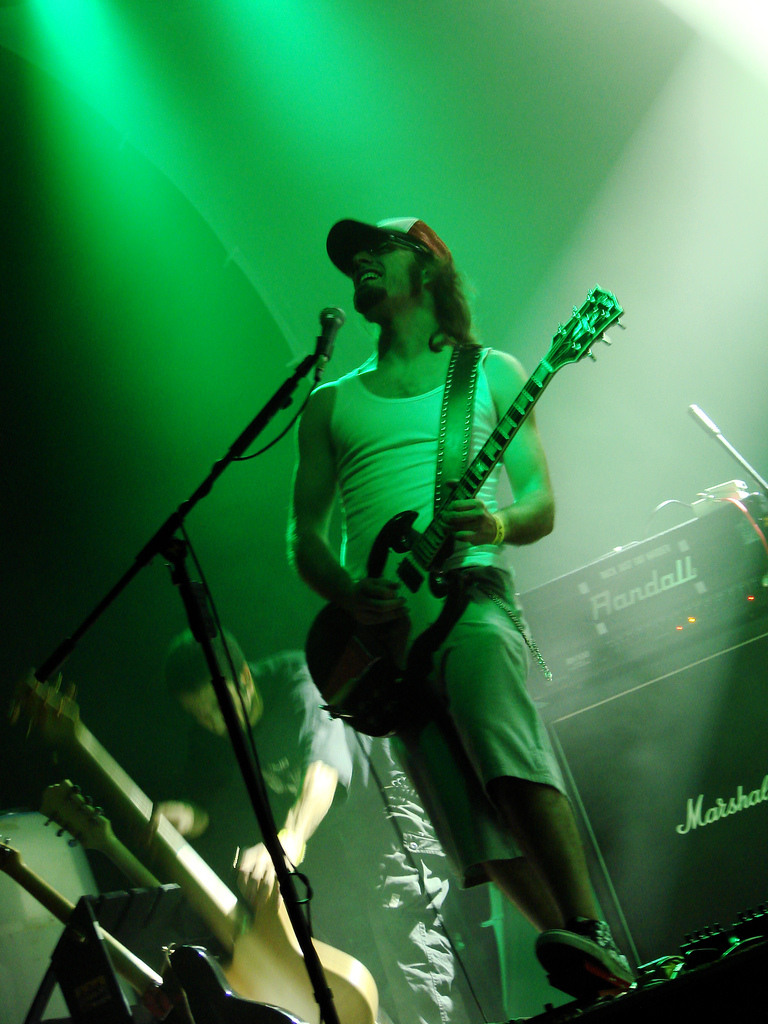
Tery Langer, en una presentación de Carajo en México.

Los suplementos especializados de los diarios Clarín, La Nación y Página/12 nombraron a Carajo como banda revelación del año 2002. Ese año lo concluyeron nuevamente realizando el evento «Club Carajo», en The Roxy y con entradas agotadas.
Durante el mes de enero de 2003, la banda realizó una gira autogestionada por cuatro ciudades de la costa marítima argentina, con entrada gratuita para el público, compuesto por unas 5.000 personas.
En febrero de ese año, el trío participó de la tercera edición del festival Cosquín Rock en la Plaza Próspero Molina. En marzo volvieron a Cemento y tocaron ante el lugar colmado por 2200 personas. En el mismo mes participaron junto a otras bandas (Cabezones, Árbol, Catupecu Machu, Kapanga y Massacre) en tres eventos a beneficio de los inundados de Santa Fe, con fecha doble en Cemento, Centro Municipal de Exposiciones y El Teatro.
Además, el resto del año recorrieron varias provincias del país, así como también, por tercera vez tocaron en Uruguay y por primera vez en Bolivia, Paraguay y Chile.
En septiembre se estrenó el tercer video y corte de difusión «Ironía», bajo la dirección de Platino Film. El clip permaneció por cinco semanas consecutivas dentro de Los diez más pedidos, de la cadena MTV y llegó al primer puesto. Este canal también nominó a Carajo como "Mejor Banda Nueva - Argentina", para los premios Video Music Awards Latin America 2003.
Para finalizar el año 2003, Carajo realizó la tercera edición del Club Carajo, el 28 y 29 de noviembre, en Cemento. El trío aprovechó esta oportunidad para lanzar un EP titulado Carajografía, que contiene cinco temas de la banda: versiones acústicas en vivo de temas del disco debut, la versión de «Diferentes maneras» de Massacre, más un tema inédito «Rescatarse», y el videoclip de «Ironía».

### Atrapasueños(2004-2005)
Al comenzar el 2004 el trío se dedicó a componer los temas de su segundo trabajo discográfico, Atrapasueños.
En marzo se estrenó el clip de «El vago», el último corte del primer álbum. Bajo la dirección de Diego Pernía y con la producción de Julián Sequeira y el director, el video fue rodado en el último Club Carajo que la banda había realizado en Cemento. Paralelamente a la grabación, el grupo continuó con sus presentaciones adelantando temas del nuevo material en la cuarta edición del Cosquín Rock donde repartieron unos souvenires al público (papeles higiénicos marca "Sácate la mierda"), también lo hicieron en Hangar (Capital Federal), San Pedro Rock, Tucumán Rock, La Pampa, Paraná, Posadas, El Teatro junto a Fermín Muguruza (Capital Federal), Resistencia, Villa María (Fíjate Rock III), Córdoba Capital (Capitán Blue, La Voz Rock y The Human Proyect), Escobar Rock, Cañada Rock, San Francisco (Festival Sonoria), Monte Grande, Francisco Álvarez, Neuquén, su primera visita a Paraguay (al recital asistieron más de 3.000 personas), y su segunda gira en Chile con 3 presentaciones, entre otras tantas. También participaron del festival Quilmes Rock 2004.
Atrapasueños fue grabado y mezclado por Claudio Romandini en los Estudios Circo Beat, Panda, y Pichón Digital; producido artísticamente por Ale Vázquez y masterizado por Tom Baker en Pressision Mastering L.A. Atrapasueños se lanzó el 20 de octubre (editado y distribuido por Universal Music Argentina), junto con el CD se difundió en los principales canales de música el quinto video del grupo "El error", también realizado por Diego Pernía. Este clip logró permanecer durante el mes de noviembre en el puesto número 1 de "los 10 más pedidos" de la cadena MTV.
La nueva placa cosechó excelentes críticas y el grupo llegó a las tapas de los principales diarios del país. Hasta el momento lleva vendidas 16.000 copias.

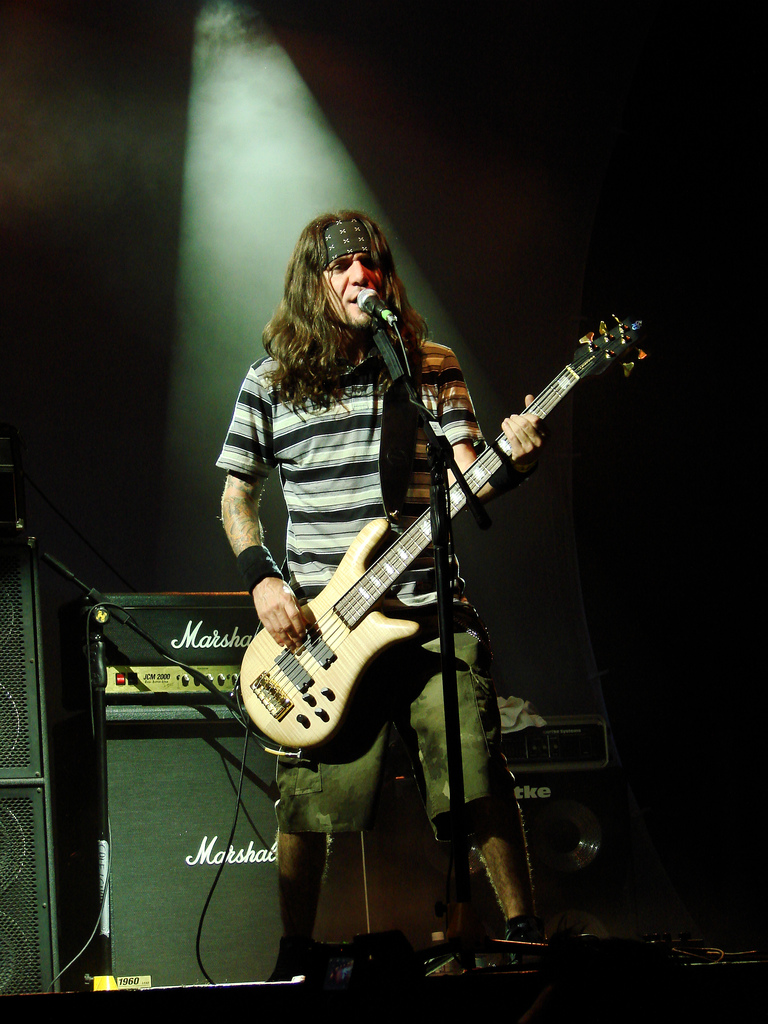
Marcelo Corvalán, en una presentación de Carajo.

Con un contundente show y un sonido demoledor, el sábado 20 de noviembre Carajo presentó oficialmente su disco Atrapasueños frente a más de 3.000 personas que colmaron la capacidad de República Cromañón. Para esta ocasión, varios invitados se sumaron al trío: Jorge Araujo en udu (De Frente Al Mar), Miguel Botafogo en sitar (De Frente al Mar), Alejandro Vázquez en guitarra acústica (De Frente al Mar), Marcelo "Maestro" Telechea en teclados (De Frente al Mar, Triste, Fluir) y Nancy "Mamma Motta" Cintiony en coros (El Llanto Espiritual).
Inmediatamente después de este show, la banda continuó tocando los temas de su nuevo material en lugares como el Skatepark de Flores, el teatro Don Bosco de Bernal y visitó las provincias de Mendoza y Neuquén, entre otras.
En la segunda quincena de enero de 2005, durante cinco días recorrieron las costas argentinas presentándose en The Music (San Bernardo), Gap (Mar del Plata), y Villa Gesell (Gesell Rock, estadio Autocine).
En la quinta edición del Cosquín Rock el grupo ocupó un mejor lugar en la grilla del festival gracias a su crecimiento musical. Durante los cuarenta minutos que duró el set, las 20 mil personas que se dieron cita en el Dique San Roque disfrutaron del show de Carajo y pudieron observar el nuevo souvenir del trío que en esta ocasión se trató de unos globos rojos gigantes con mensajes de paz y amor que fueron lanzados desde el escenario.
A seis meses del lanzamiento de su exitoso segundo disco, comienza a rotar en los principales canales de música el segundo video de la placa que corresponde al tema "Triste", dirigido por Diego Pernía.
En marzo, el trío viaja a Bolivia por segunda vez donde realiza dos shows en Santa Cruz de la Sierra y La Paz, asisten más de mil personas en cada show.

### Electrorroto Acustizado 2.1(2005)
Entre los planes de la banda para lo que restaba del año figuraba una gira por Latinoamérica, shows por el interior y la presentación de Atrapasueños en Obras a mitad de año; pero estos planes deben retrasarse ya que en abril, el baterista Andrés Vilanova se fractura el hueso escafoide por lo que Carajo decide transformar el trío en banda multitudinaria. Acompañados por teclados, percusión, vientos y coros. Ensayan durante dos meses y hacen nuevas versiones de sus propios temas en estilos reggae, folclore, rock and roll, hip hop y bossa nova.
En junio, ya tienen listo el repertorio y realizan dos shows en el ND Ateneo, con excelentes críticas por parte de la prensa y el público [cita requerida], este show se transforma en su primer disco en vivo y lo llaman Electrorroto acustizado 2.1, (editado y distribuido por Universal Music Argentina) con 9.000 copias vendidas.
Para octubre el grupo tiene terminado el primer corte de difusión del disco en vivo, el tema elegido es "Triste remix (Electrorroto)"; en ese mismo mes participa del festival Pepsi Music con Andrés recuperado y con toda la fuerza del power trío.
Finalmente el 9 de diciembre hace su primer show en Obras, frente a más de 3500 personas, derribando así las barreras del género al llenar las instalaciones del emblemático estadio de Av. Libertador. En el recital la banda recorre los tres discos de su carrera hasta el momento Carajo, Atrapasueños y Electrorroto acustizado 2.1.

### Inmundo(2007-2009)
Durante el 2006, Carajo se dedicó a la composición, preproducción y grabación de su tercer álbum de estudio nuevamente de la mano del productor artístico Ale Vázquez. Paralelamente a los primeros momentos de realización de las nuevas canciones, el año arranca con los festivales de verano Gesell Rock y Cosquín Rock, con excelentes repercusiones.

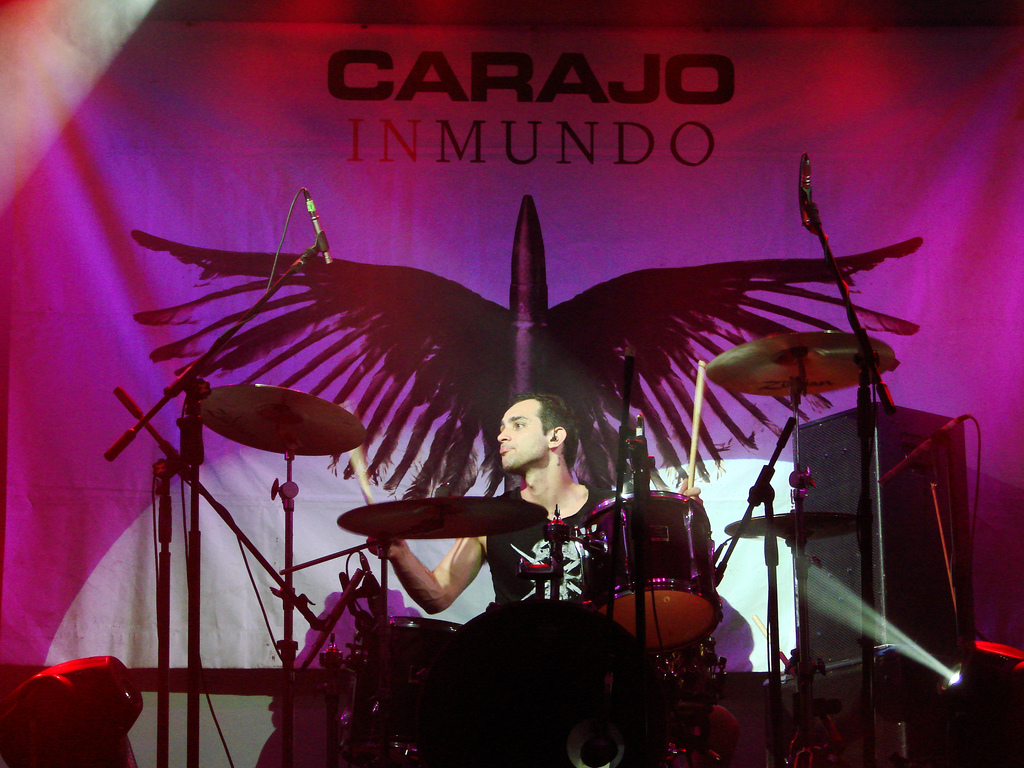
Andrés Vilanova, en una presentación de Carajo en Monterrey.

Para principios de marzo, el trío realiza la cuarta edición del Club Carajo. Tomando el concepto "Ida y Vuelta: imagen, palabra y sonido" lo trasladó al ámbito del Teatro Flores donde el público fue tan protagonista como la banda. A través de la encuesta: "Si se te acabara el tiempo, ¿qué es lo primero que harías hoy?" las respuestas de la gente que fueron tomadas por una cámara en la puerta de ingreso al teatro; fueron proyectadas en una pantalla gigante durante el evento, generando así una interacción arriba y abajo del escenario.
El 25 de marzo, el trío se convierte en la primera banda argentina de Rock duro en llevar su música a la isla de Cuba, donde comparte escenarios con las agrupaciones más emblemáticas del país y abre un nuevo destino para la banda que es invitada a participar del Caimán Rock en el 2007. Invitados oficialmente por la Asociación Hermanos Saíz de Cuba, y el Instituto Cubano de Radio y Televisión, para ofrecer tres presentaciones en Cuba: 25 de marzo, en el teatro Nacional como parte de la Gala por el Cuarto Aniversario del programa de la televisión nacional Cuerda Viva; el 26 de marzo: junto a la agrupación cubana Zeus, en el Salón Rosado de la Tropical, con una convocatoria impresionante de casi 2.000 personas; y, el jueves 30 de marzo en el anfiteatro del Parque Armendares.
Aprovechando esa escenografía única y natural, las playas de La Havana, Carajo filma el video de "De frente al mar". Este tercer y último corte de Atrapasueños, trae a la banda excelentes críticas[cita requerida].
Carajo, al regresar, mientras continúa con la preproducción del nuevo CD, realiza shows por todo el país (Rosario, Córdoba, Mendoza, Neuquén, Río Negro, La Pampa) por el conurbano Bonaerence (Moreno, La Plata, Monte Grande, Lomas de Zamora, San Miguel) y Capital Federal (en mayo, septiembre y dos shows en noviembre en El Teatro Flores, donde Carajo llena el local con más de 1800 personas por función). Para las últimas presentaciones del 2006, adelanta el tema "Alma y fuego", que formará parte de su nuevo material.
En los últimos meses del año, Carajo emprende la grabación de su nuevo CD, en los estudios Panda, Pichón y Botafogo.
En enero de 2007 comienzan con el festival gratuito y al aire libre Mendorock, en Teatro Gabriela Mistral de Cuyo, donde Carajo actúa junto a grupos locales frente a más de 10 mil personas. En febrero, la banda participa como lo viene haciendo en los últimos años, del Festival Cosquín Rock.
Para marzo, abril y mayo Carajo lleva su show por el norte, sur, este y oeste del Gran Buenos Aires, en el marco de la gira El barrio tira. Las zonas a recorrer son Temperley, Zárate, Moreno, Castelar, Monte Grande, Luján, La Plata, San Miguel y Laferrere. También en marzo el grupo estará despidiendo Atrapasueños en  Río Cuarto, Córdoba, entre otras ciudades.
El 21 de junio fue editado el tercer disco de estudio del Carajo, titulado Inmundo, producido por Ale Vázquez, editado y distribuido por Universal Music Argentina. Inmundo contiene 12 canciones compuestas por el trío. El primer corte de difusión "Chico granada" se encuentra en rotación por las principales radios y TV del país. El video fue dirigido por los hermanos Dawidson.
En octubre confirmaron tocar en Rock al parque 2007 en Bogotá, el festival de rock al aire libre más grande de Hispanoamérica.
Con una nueva imagen, Carajo se vuelve a reinventar. Durante los primeros meses del año la banda se presentó en dos importantes festivales argentinos: el Cosquín Rock y el Quilmes Rock (en este último compartiendo cartel con artistas como Korn y Ozzy Osbourne).
Dos meses después, Carajo vuelve a visitar Paraguay y actuar con el grupo paraguayo Flou luego de 4 años de haber compartido escenario (Jahapa tour 2004) con el mítico grupo paraguayo, en esta ocasión con más de 2500 personas prácticamente aglomerando el Polideportivo del Club Olimpia, con Arkangel y Eterna como teloneros del show. Luego de dos años y medio de espera, el poderoso trío, más contundente que nunca, el 5 de julio regresó al mítico Estadio Pepsi Music (ex Obras) para presentar, oficialmente, “Inmundo”. En este concierto la banda colmó la capacidad del estadio, convocando a más de 4.000 espectadores, siendo este un nuevo momento destacado en la historia del trío.

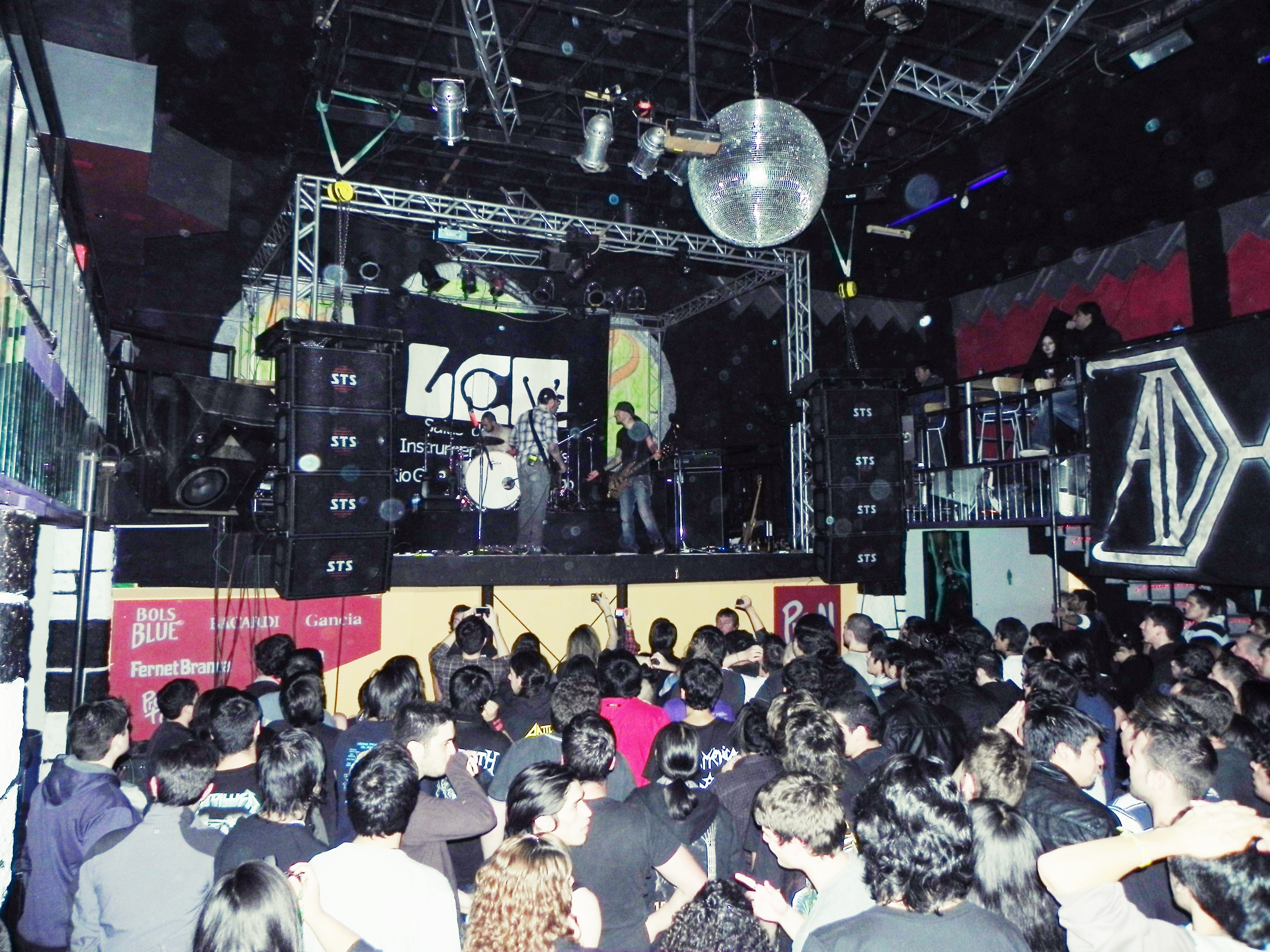
Carajo en una presentación en vivo en la ciudad de Río Grande (Tierra del Fuego), en marzo de 2012

### El Mar de las Almas(2010-2012)

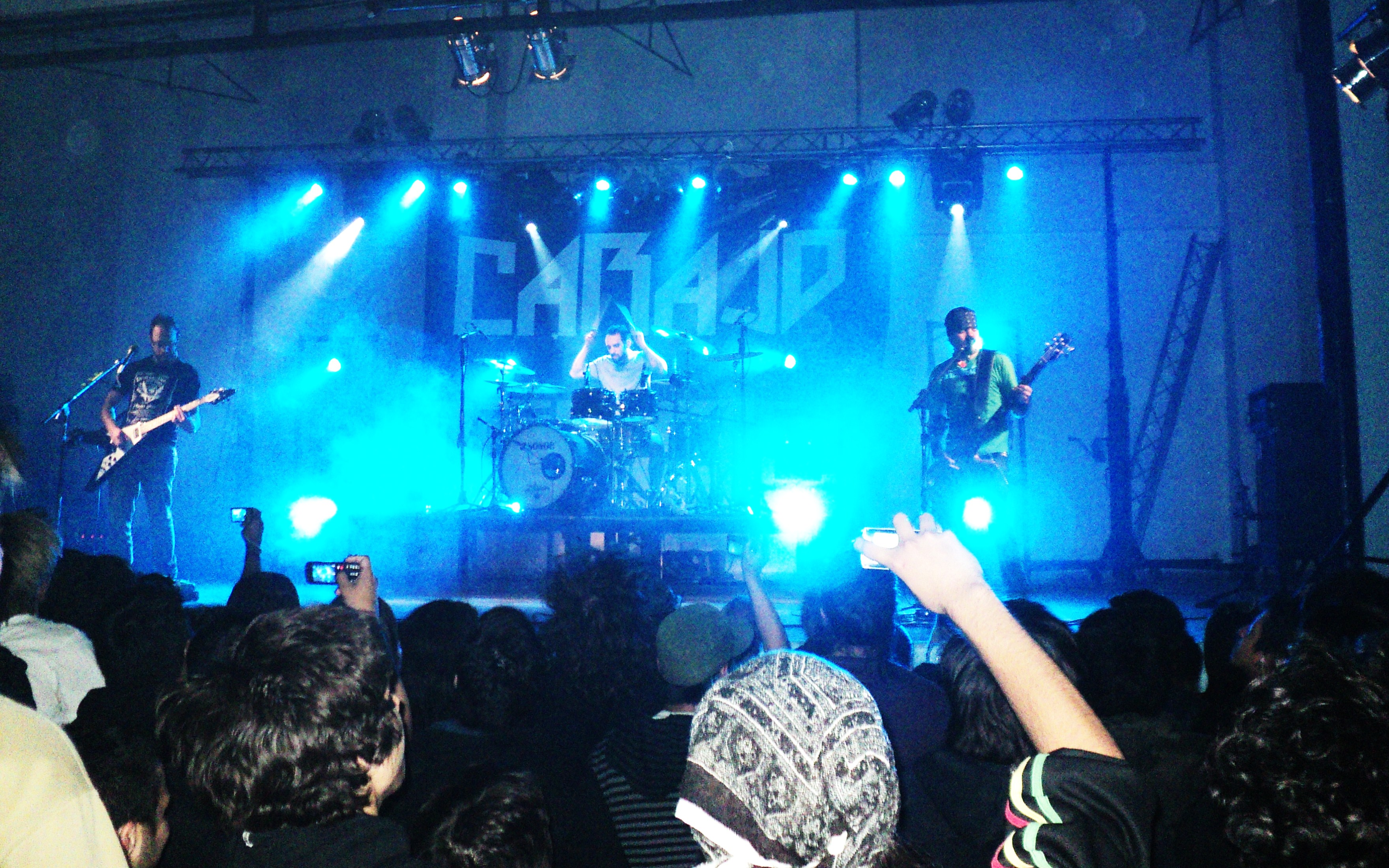
Carajo tocando en Comodoro Rivadavia durante su gira 2011

A principio de 2010 la banda subió a su sitio web oficial una serie de video garage, que consisten en 24 episodios, actualizados semanalmente, en donde muestran todo el proceso atravesado para la grabación de su próximo disco.
El álbum fue grabado entre marzo y julio de 2010 en los «Estudios Jo-der» que pertenecen al grupo, mientras que la posterior masterización fue realizada en Los Ángeles. El álbum fue lanzado el 23 de septiembre bajo el nombre de El mar de las almas y fue presentado oficialmente en el teatro de Flores en 4 fechas. El primer corte de difusión del álbum fue Ácido.
Arrancaron el 2011 tocando en la «Gira por los barrios», presentando El mar de las almas. En febrero presentaron el video del álbum Luna herida y continuaron con las presentaciones por diversos escenarios como el festival «Cosquín Rock 2011» y recintos en Capital y toda la provincia de Buenos Aires. En modo de celebración de sus 10 años de carrera artística, brindaron un recital en el Luna Park con la presencia de alrededor de 6 mil personas, reviviendo clásicos de su carrera y su último disco. De las grabaciones de ese recital salió el tercer video del disco Humildad, lanzado en septiembre de 2011. En este mismo mes, fueron nominados a los Grammy Latinos por su canción Ácido como mejor canción de rock, y aprovechando esta nominación el power trío hizo una gira por primera vez en Estados Unidos presentándose en Willie Dixon, Washington y New York. A finales del 2012 sale el video de Virus Anti Amor el último corte de difusión del disco, donde se ven impresionantes efectos especiales nunca antes vistos en los videos anteriores de la banda.

### Frente a Frente(2013-2014)
El 9 de septiembre de 2013 Carajo lanza en su página web oficial la descarga gratuita de «Shock», una nueva canción de su quinto disco de estudio Frente a Frente, junto con el videoclip de la misma. El álbum fue lanzado oficialmente el 25 de septiembre de 2013 en Buenos Aires, en formato doble, el sonido de la primera parte del álbum se orienta al género Metalcore y la segunda parte del mismo a sonidos variados como el Hardcore Punk y Rock alternativo.
En las fechas 11 y 12 de octubre dieron a conocer por primera vez su material en vivo en el bar N8 en Mendoza.

### Hoy Como Ayer(2016 - 2017)
En una nota hecha a Tery Langer en julio de 2015 para Radiozonica, comento que están planeando un nuevo álbum para 2016: “Estamos componiendo y metiendo todo lo que se pueda para ver si el año que viene sacamos un nuevo disco”. También comentó que la banda planea lanzar en este mismo año un DVD con la historia de la banda y con material del show ofrecido en el Luna Park el 14 de junio. Ambos lanzamientos serán parte de los festejos por el 15º aniversario de la banda. “El año que viene (2016) se viene fuerte, con el DVD, el disco y alguna presentación grande para festejar los 15 años”, comentó.
A fines de 2015, anunciaron el lanzamiento de un DVD documental llamado Hoy Como Ayer, que fue lanzado el 12 de agosto de 2016 y hace un recorrido por los 15 años de trayectoria del grupo, con canciones nuevas y material en vivo.

### Basado en hechos realesy separación (2018 - 2019)
El día 16 de noviembre del año 2018 la banda lanza el primer sencillo del disco, llamado "Advertencia" el cual será parte del disco número 6 de la banda. El clip del mismo, fue dirigido por Agustín Núñez para Ojo Urbano Films y editado por Sebastián Ariola, se grabó en los shows que el grupo de rock argentino hizo en Krakovia de Córdoba el 26 de noviembre y en Vorterix de Rosario al día siguiente.
El 18 de enero de 2020 la banda anunció su separación mediate un comunicado en las redes sociales.

## Estilo musical, letras e influencias
El estilo de la banda podría etiquetarse, aunque es muy difícil hacerlo con certeza, como Nu metal, Rock alternativo, Hardcore punk, Groove metal y Metalcore. Distintos medios e individuos caracterizaron la música de Carajo como una mezcla entre Nu metal y Punk Rock. Las letras de la banda, que normalmente se fijan en la orientación espiritual, no tienen un mensaje apocalíptico ni una rebeldía sin sentido, sino que muestran la realidad tal cual es y transmiten un mensaje esperanzador de que todo puede mejorar y siempre hay una luz.
Entre las influencias de la banda se encuentra a Alice in chains, Bad religion, Tool, A perfect circle, Biohazard, Korn, Metallica, Deftones, Massacre, Nirvana, Suicidal Tendencies, Faith no more, Limp Bizkit,  White Zombie y Pantera.

## Giras
| #   | Título de la gira                  | Álbum promocionado      | Duración  |
| --- | ---------------------------------- | ----------------------- | --------- |
| 1.  | Primer Tour Al Palo                | N/A                     | 2001-2002 |
| 2.  | Carajo+Carajografía Tour           | Carajo/Carajografía     | 2002-2004 |
| 3.  | Atrapasueños Tour                  | Atrapasueños            | 2004-2007 |
| 4.  | Inmundo Tour                       | Inmundo                 | 2007-2009 |
| 5.  | El mar de las almas Tour           | El mar de las almas     | 2010-2012 |
| 6.  | Carajo Reedición 2013              | N/A                     | 2013      |
| 7.  | Frente A Frente Tour               | Frente a frente         | 2013-2015 |
| 8.  | Campaña Nacional                   | N/A                     | 2015      |
| 9.  | 15 años de Carajo - Hoy Como Ayer  | Hoy Como Ayer           | 2016-2017 |
| 10. | Relanzamiento en Vinilos           | N/A                     | 2017      |
| 11. | Tour 2018                          | N/A                     | 2018      |
| 12. | Gira por Argentina y el Mundo 2019 | N/A                     | 2019      |
| 13. | Tour Basado en Hechos Reales       | Basado en Hechos Reales | 2019      |

## Miembros
- Marcelo Corvalán - Bajo y voz principal (2000 - 2020)
- Hernán Langer - Guitarra solista y voz secundaria (2000 - 2020)
- Andrés Vilanova - Batería (2000 - 2020)

## Discografía
| Álbumes de estudio          |                             |                                         | |                 |                   |
| 2002                        | Carajo                      | GuaGua Música/Universal Music Argentina | Reeditado, remasterizado y relanzado en 2013 con sello propio independiente.                                     | * ARG: 22.000+  | * ARG: Oro        |
| 2004                        | Atrapasueños                | Universal Music Argentina               | Incluye track interactivo multimedia.                                                                            | * ARG: 17.500   | * ARG: Plata      |
| 2007                        | Inmundo                     | Universal Music Argentina               | Incluye bonus track: videoclip «Chico granada»                                                                   | * ARG: 20.100+  | * ARG: Oro        |
| 2010                        | El mar de las almas         | Universal Music Argentina               | | * ARG: 18.000   | * ARG: Plata      |
| 2013                        | Frente a Frente             | Independiente/DBN                       | Álbum doble. Lanzado el 25 de septiembre de 2013.                                                                | * ARG: 15.600   | * ARG: Plata      |
| 2019                        | Basado en Hechos Reales     | Independiente                           | | * ARG: 135.300+ | * ARG: 3x Platino |
| Álbumes en vivo             |                             |                                         | |                 |                   |
| 2005                        | Electrorroto acustizado 2.1 | Universal Music Argentina               | Álbum doble (CD y DVD), grabado en vivo con tracks de versiones de sus propios temas y artistas invitados.       | * ARG: 12.125+  | * ARG: Plata      |
| EP                          |                             |                                         | |                 |                   |
| 2003                        | Carajografía                | Independiente/GuaGua Música             | Incluye bonus track: videoclip «Ironía» Reeditado, remasterizado y relanzado en 2013 como bonus track de Carajo. | * ARG: 8.000+   | * ARG: -          |
| Álbumes en formato de video |                             |                                         | |                 |                   |
| 2007                        | Carajo en vivo 09.12.05     | Independiente                           | Filmado por Canal CM en el Estadio Obras Sanitarias.                                                             | * ARG: -        | * ARG: -          |
| 2016                        | Hoy Como Ayer               | Independiente                           | Álbum doble (CD y DVD), incluye canciones con invitados y un repaso por su historia.                             | * ARG: 42.000+  | * ARG: Platino    |
| Demos                       |                             |                                         | |                 |                   |
| 2001                        | Demo 01                     | Independiente                           | | * ARG: 2.400    | * ARG: -          |

## Premios y nominaciones
| Premiación                                   | Año  | Nominación               | Categoría                       | Resultado |
| -------------------------------------------- | ---- | ------------------------ | ------------------------------- | --------- |
| Premios MTV Video Music Awards Latin América | 2003 | Carajo (álbum)           | Mejor Banda Nueva - Argentina   | Nominado  |
| Premios Grammy Latinos                       | 2011 | Ácido                    | Mejor Canción de Rock           | Nominado  |
| Premios Carlos Gardel                        | 2014 | Frente a Frente          | Mejor Álbum de Rock Pesado/Punk | Ganador   |
| Premios Carlos Gardel                        | 2017 | Hoy Como Ayer            | Ingeniería de Grabación         | Ganador   |
| Premios Grammy Latinos                       | 2019 | Basado en Hechos Reales  | Mejor Álbum de Rock             | Nominado  |
| Premios Carlos Gardel                        | 2020 | Basados en Hechos Reales | Ingeniería de Grabación         | Ganador   |

## Temas no oficiales / Versiones
| - Medley de Pantera - Ace Of Spades (Motörhead) - All Apologies (Nirvana) - Ángeles Caídos (Attaque 77) - Another Brick In The Wall (Part 2) (Pink Floyd) (fragmento) - Blitzkrieg Bop (The Ramones) - (Can´t Get My) Head Around You (The Offspring) - Chalito (A.N.I.M.A.L.) - Chicos y perros (Attaque 77) - Cowboys From Hell (Pantera) - Donde Las Águilas Se Atreven (Attaque 77) - Diferentes Maneras (Massacre Palestina) - El Final Es En Donde Partí (La Renga) - El Matador (Los Fabulosos Cadillacs) (fragmento) - El Nuevo Camino Del Hombre (A.N.I.M.A.L.) - Echando Chingazos (Brujería) - Five Minutes Alone (Pantera) - Heart-Shaped Box (Nirvana) - Hell Bells (Cover AC/DC) - I´m Broken (Pantera) - Jijiji (Patricio Rey y sus Redonditos de Ricota) - Killing In The Name (Rage Against The Machine) | - Lo Que Da Vida - Loco Pro (A.N.I.M.A.L.) - Message In A Bottle (The Police) - No Tan Distintos (Sumo) - Pantalla del Mundo Nuevo (Riff) (fragmento) - Poison Heart (The Ramones) - Ruta 66 (Pappo) (fragmento) - Smells Like Teen Spirit (Nirvana) - Sexo (Árbol) - Sad But True (Metallica) - Sex Type Thing (Stone Temple Pilots) - Territorial Pissings (Nirvana) - This Love (Pantera) - The KKK Took My Baby Away (The Ramones) - Un Ángel Para Tu Soledad (Patricio Rey y sus Redonditos de Ricota) - Walk (Pantera) - Vacíos de Fe (A.N.I.M.A.L.) - Symphony Of Destruction (Megadeth) - You Shook Me All Night Long (AC/DC) |

## Videografía
| Año  | Canción                            | Álbum                       |
| ---- | ---------------------------------- | --------------------------- |
| 2002 | "Sacate La Mierda"                 | Carajo                      |
| 2003 | "Salvaje"                          | Carajo                      |
| 2003 | "Ironía"                           | Carajo                      |
| 2003 | "El Vago"                          | Carajo                      |
| 2004 | "El Error"                         | Atrapasueños                |
| 2005 | "Triste"                           | Atrapasueños                |
| 2005 | "Triste" (vivo)                    | Electrorroto Acustizado 2.1 |
| 2006 | "De Frente al Mar"                 | Atrapasueños                |
| 2007 | "Hacerse Cargo"                    | Atrapasueños                |
| 2007 | "Chico Granada"                    | Inmundo                     |
| 2007 | "El Que Ama Lo Que Hace"           | Inmundo                     |
| 2008 | "Acorazados"                       | Inmundo                     |
| 2009 | "Joder"                            | Inmundo                     |
| 2009 | "Carne"                            | Inmundo                     |
| 2010 | "Ácido"                            | El Mar de las Almas         |
| 2011 | "Luna Herida"                      | El Mar de las Almas         |
| 2011 | "Humildad"                         | El Mar de las Almas         |
| 2012 | "Libres"                           | El Mar de las Almas         |
| 2012 | "Virus Anti-Amor"                  | El Mar de las Almas         |
| 2013 | "Shock"                            | Frente a Frente             |
| 2013 | "La Venganza de los Perdedores"    | Frente a Frente             |
| 2014 | "Tracción a Sangre"                | Frente a Frente             |
| 2014 | "Drama"                            | Frente a Frente             |
| 2014 | "Para Vos"                         | Frente a Frente             |
| 2016 | "Constrictor" ft. Ciro Pertusi     | Hoy Como Ayer               |
| 2016 | "Maleficio" ft. Fernando Ruiz Diaz | Hoy Como Ayer               |
| 2017 | "Invisible" ft. Walas              | Hoy Como Ayer               |
| 2017 | "Cicatriz" ft. Knario Compiano     | Hoy Como Ayer               |
| 2018 | "Advertencia"                      | Basado en Hechos Reales     |
| 2018 | "Denso"                            | Basado en Hechos Reales     |
| 2019 | "Fin al Dolor"                     | Basado en Hechos Reales     |
| 2019 | "Cenizas"                          | Basado en Hechos Reales     |
| 2019 | "Haciendo Historia"                | Basado en Hechos Reales     |